# Microregione di Serras de Sudeste
Serras de Sudeste è una microregione del Rio Grande do Sul in Brasile, appartenente alla mesoregione di Sudeste Rio-Grandense.
È una suddivisione creata puramente per fini statistici, pertanto non è un'entità politica o amministrativa.

## Comuni
È suddivisa in 8 comuni:
- Amaral Ferrador
- Caçapava do Sul
- Candiota
- Encruzilhada do Sul
- Pinheiro Machado
- Piratini
- Santana da Boa Vista